# Apoštolský exarchát v České republice
Apoštolský exarchát v České republice byl zřízen bulou papeže Jana Pavla II. ze dne 13. března 1996 pro katolíky řeckokatolického (byzantského) obřadu, a to oddělením od prešovské řeckokatolické eparchie. Zahrnuje celé území České republiky a skládá se z jednadvaceti farností v sedmi děkanátech s 25 kněžími; jeho sídlo je v Praze. Od smrti biskupa-apoštolského exarchy Ladislava Hučka je úřad apoštolského exarchy uprázdněn, protosyncelem (generálním vikářem) o. Vasyl Slivocký. Hlavním chrámem exarchátu je pražská katedrála svatého Klimenta.

## Biskupové
- Ivan Ljavinec, apoštolský exarcha (1996-2003)
- Ladislav Hučko, apoštolský exarcha (2003-2025)
  - Ján Eugen Kočiš, světící biskup (2004-2006)